# Hamburg-Fuhlsbüttel
Fuhlsbüttel er en bydel i Bezirk Hamburg-Nord i den tyske bystat Hamborg.
Den er kendt som stedet for Hamborgs internationale lufthavn og for placeringen af fængslet Fuhlsbüttel, der tjente som koncentrationslejren KZ Fuhlsbüttel under Nazityskland.

## Ekstern henvisning
- Wikimedia Commons har flere filer relateret til Hamburg-Fuhlsbüttel

53°38′06″N 10°00′58″Ø / 53.635°N 10.0161°Ø
|  | Infoboks uden skabelon Denne artikel har en infoboks dannet af en tabel eller tilsvarende. |